# Sascha Reimann

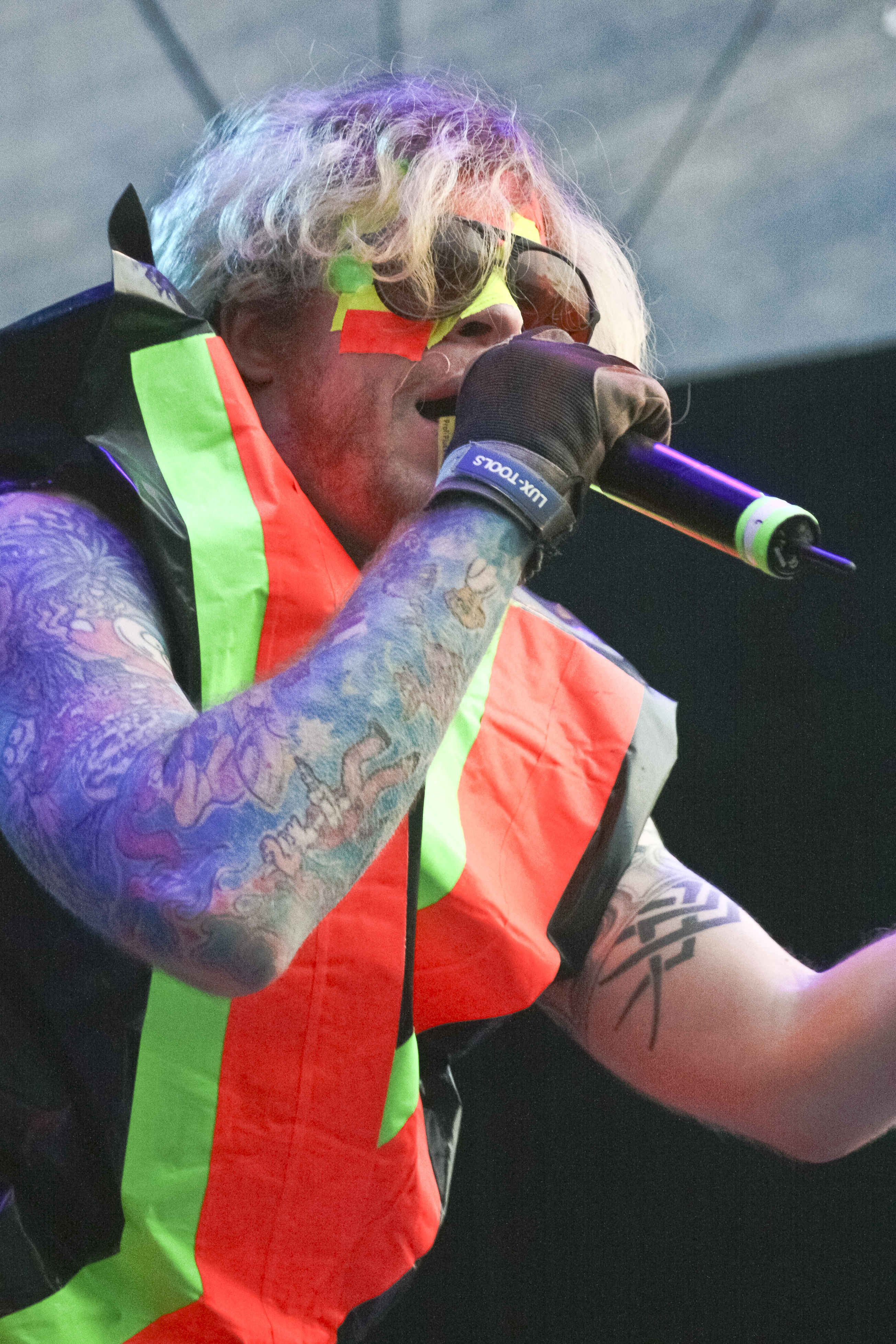
Ferris MC als Deichkind-Mitglied (2009)

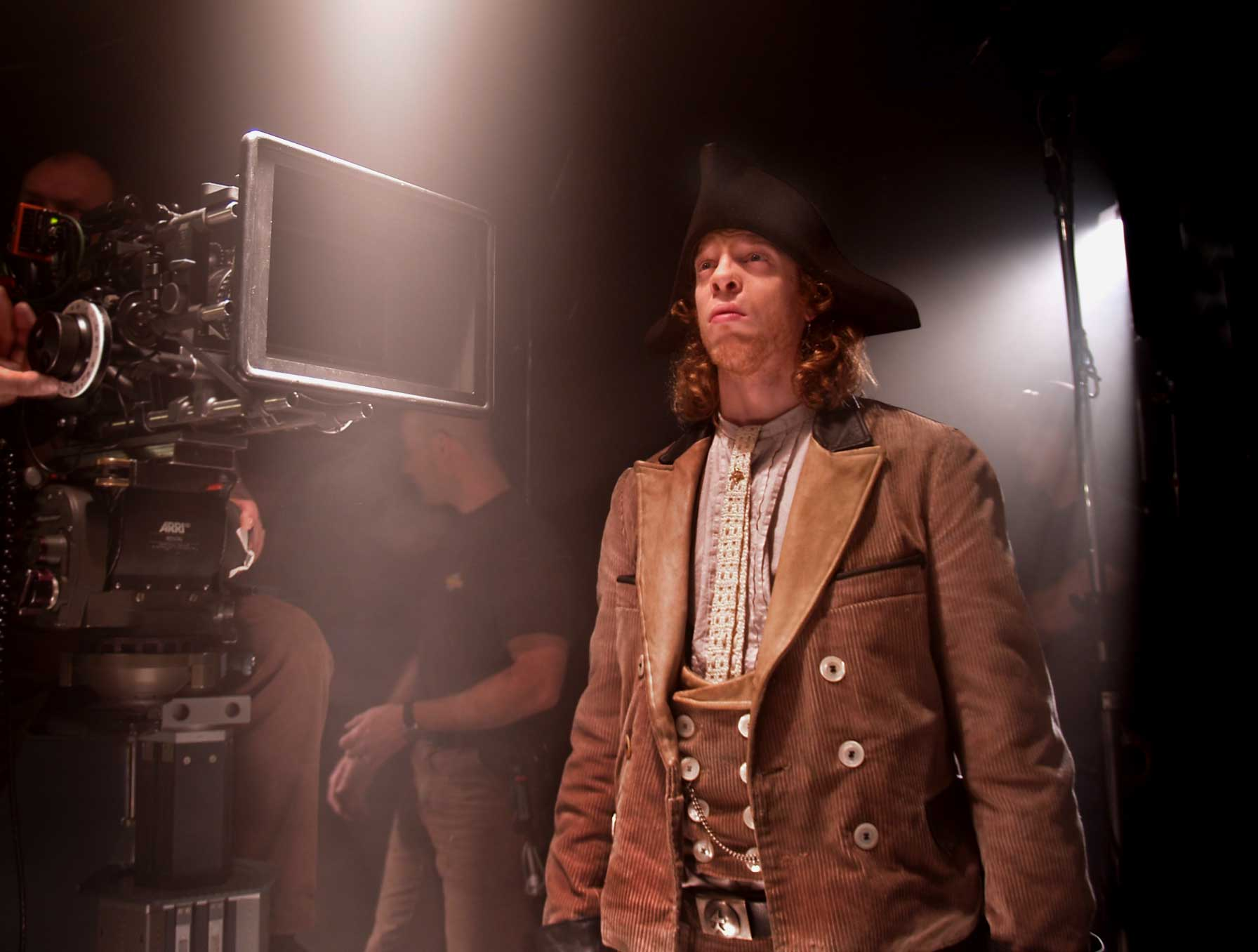
Sascha Reimann bei den Dreharbeiten zu Für den unbekannten Hund

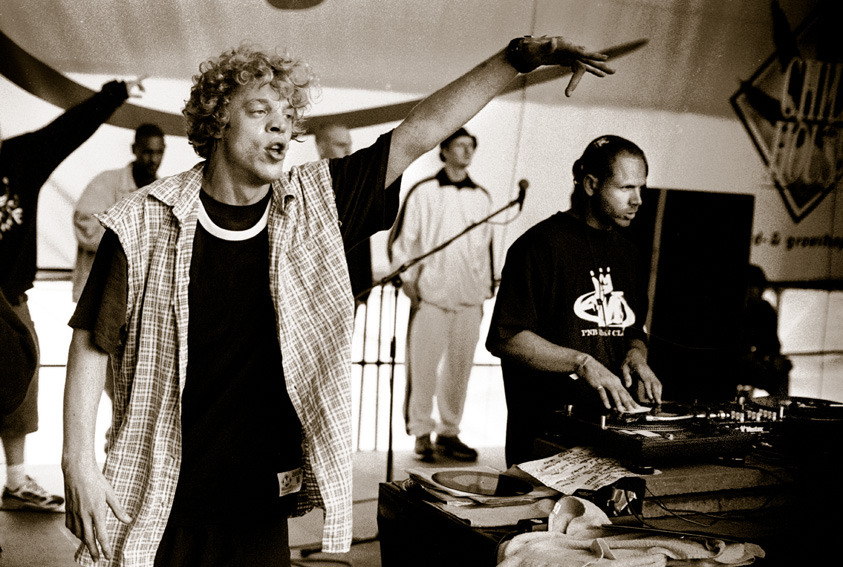
Ferris MC (links) beim splash! 2001 mit DJ Stylewarz

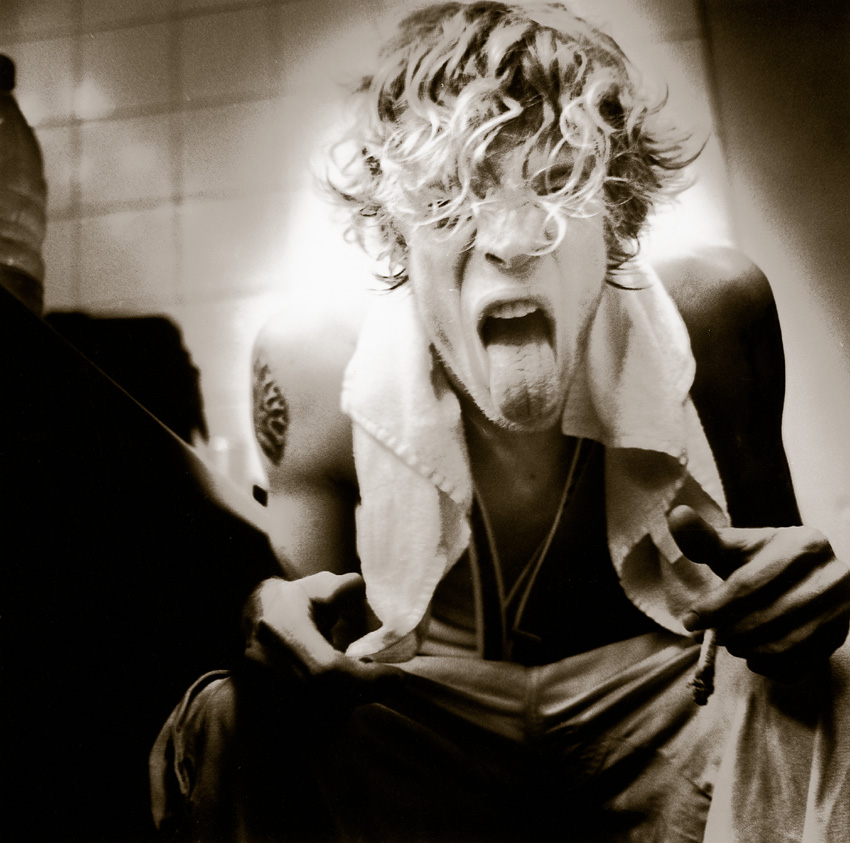
Ferris MC (1999) in München

Sascha Reimann (* 2. Oktober 1973 in Neuwied) ist ein deutscher Musiker, Rapper und Schauspieler. Bekannt wurde er als Ferris MC. Von 2008 bis 2018 war er unter dem neuen Künstlernamen Ferris Hilton (angelehnt an Paris Hilton) festes Mitglied der Band Deichkind.

## Leben
Reimann verbrachte seine Kindheit in Neumünster, Kiel und schließlich in Bremen-Tenever. In nahezu all seinen Musikstücken thematisiert er seine wechselvolle, nicht sehr glückliche Kindheit und Jugend.
Er erreichte den erweiterten Hauptschulabschluss und machte einen Abschluss als Kfz-Mechaniker – ohne Führerschein. Nebenher trat er in Funk und Fernsehen als Schauspieler und Sprecher auf (z. B. in Nicht von schlechten Eltern).
Zusammen mit Immo Wischhusen alias FlowinImmO und DJ Pee gründete er Anfang der 1990er Jahre, neben Gymnasium und Ausbildung in Bremen, die Freaks Association Bremen (F.A.B.), welche rasch für Aufsehen in der damals gerade aufkeimenden Deutschrap-Szene sorgte. Bald traten sie in Sendungen bei VIVA, MTV und diversen Veranstaltungen und Festivals auf. 1995 veröffentlichten sie auf dem kleinen Hip-Hop-Indie-Label MZEE das erste Album Freaks, welches noch heute in der Szene geschätzt wird. 1997 lösten sich F.A.B. nach massiven privaten und künstlerischen Problemen auf, die vor allem aus dem übermäßigen Drogenkonsum Reimanns und der ausbrechenden manischen Depression Immos resultieren. Angeblich standen F.A.B. zuvor vor der Übernahme in einen großen Plattendeal.
1998 zog Reimann nach mehreren persönlichen und finanziellen Problemen nach Hamburg und schloss sich der Mongo Clikke an, in der er einen Halt fand, um seine Probleme in den Griff zu bekommen und sich auf seine musikalische Arbeit zu konzentrieren. Er zog mit Tobias Schmidt, alias Tobitob von der Gruppe Fünf Sterne deluxe, zusammen und fand in DJ Stylewarz einen Konzert-DJ. Außerdem war er als Feature auf Alben anderer Rapper vertreten und gewann mehrere nationale Musikpreise. 1999 veröffentlichte er mit Afrob die Single Reimemonster, die ein großer Erfolg wurde. Noch im selben Jahr veröffentlichte Reimann sein erstes Soloalbum Asimetrie und trennte sich anschließend von DJ Stylewarz. Sein zweites Album Fertich! veröffentlichte er im Jahre 2001. Sowohl das Album als auch die erste Single Flash For Ferris MC erfüllten nicht die kommerziellen Erwartungen. Im Jahr 2003 folgte sein drittes Album Audiobiographie. Zu diesem wurde unter der Regie von Timo Rose der Kurzfilm Ferris MC & DJ Stylewarz vs. the living Dead (auch bekannt als Ferris MC´s Judgement Day) gedreht, der jedoch nur zu der dazugehörigen Tour gezeigt wurde. Danach folgte ein Feature mit der DSDS-Viertplatzierten Vanessa S. zum Song Fiesta und 2004 sein – vorerst (s. u.) – letztes reguläres selbstbetiteltes Album.
2004 spielte er in dem Splatterfilm Lord of the Undead des Amateurfilmregisseurs Timo Rose mit. Im Herbst 2005 stand er unter der Regie von Dominik und Benjamin Reding (Oi! Warning) für den Kinofilm Für den unbekannten Hund vor der Kamera, in dem er in einer Hauptrolle die Figur des Wandergesellen Festus darstellte. Der Film wurde Ende 2007 veröffentlicht.
Am 17. März 2006 erschien seine Single Düstere Legenden, eine Auskopplung aus dem am 31. März 2006 erschienenen gleichnamigen Best-Of-Album, auf dem zahlreiche Remixe enthalten sind. Mit dem Musiker Marc Thiel alias Marc Deal betrieb er ein neues musikalisches Projekt, das House- und Electronic-Duo Maniax, unter dessen Namen sie durch diverse Clubs in Deutschland, Österreich und der Schweiz als Live-DJs tourten.
Im Jahr 2007 tauchte die ursprüngliche Pilotfolge von Charlotte Roches Sendung Wahrheit oder Pflicht bei YouTube auf. In dieser waren Roger Willemsen, Mieze Katz von Mia, Kim Fisher und Ferris MC zu Gast. Mit den Worten „Fürs Fernsehen wohl mit zu viel Analcontent. Aber im Internet wirklich großartig!“ wurde die Folge nie im Fernsehen gesendet.
Anfang 2008 begleitete Reimann die Gruppe Deichkind auf deren Frühjahrstour. Nachdem Deichkind-Mitglied „Buddy“ die Band nach dieser Tour verlassen hatte, wurde er zunächst übergangsweise Ersatzmitglied. Nachdem die Band nach zahlreichen Festivalauftritten mit Reimann zufrieden war, galt er seit dem Album Arbeit Nervt als fester Bestandteil der Band und trat seitdem unter dem Namen „Ferris Hilton“ auf.
Reimann spielte 2009 im Film Dicke Hose mit und war in der Folge in mehreren Produktionen zu sehen (z. B. im Tatort).
Im Jahre 2015 tourte Reimann mit Deichkind, begab sich aber parallel auch wieder auf Solopfade: Das Ergebnis ist das im Mai veröffentlichte Album Glück ohne Scherben. Ferris MC wurde im Mai 2016 Gesicht der Werbekampagne für den Homepage-Baukasten Wix.com und deren Werbekampagne „Ich bin ein Wixer“. Am 17. Februar 2017 erschien Ferris Hiltons siebtes Soloalbum Asilant, das vernichtende Kritiken erntete. Im März beendete er daraufhin seine Karriere als Rapper und kündigte an, fortan unter dem Namen „Ferris“ elektronische Musik produzieren zu wollen.
Im Oktober 2018 verließ Reimann die Band, um sich seiner Solokarriere zu widmen. In dieser wandte er sich mehr der Rockmusik zu und veröffentlichte 2019 das Album Wahrscheinlich nie wieder vielleicht, das gemischte Kritiken erhielt. Als Backing-Band diente hierbei Madsen. Im Dezember desselben Jahres brachte er zusammen mit Swiss die EP Phönix aus der Klapse heraus und veröffentlicht mittlerweile auch über dessen Label Missglückte Welt. Sein 2020 erschienenes Album Missglückte Asimetrie brachte er allerdings in Zusammenarbeit beider Label, Missglückte Welt und Arising Empire heraus.
2022 veröffentlichte Reimann mit Alle hassen Ferris sein zehntes Soloalbum. Im selben Jahr folgte mit FERRIS: Ich habe alles außer Kontrolle. Kein Roman seine Autobiografie. Das Buch verfasste er gemeinsam mit seiner Frau, der Journalistin und Autorin Helena Anna Reimann.

## Musikstil
Ferris MCs Musikstil zeichnet sich durch seine für den Hip-Hop sehr harte Musik aus. Diverse Songs gehen sogar in Richtung Crossover beziehungsweise Techno, besonders auf dem Album fertich! lassen sich die harten, schnellen Beats erkennen („Reimemonster Teil 2“). Untypisch für Rap sind seine in „Nacht der Freaks“ und „Düstere Legende“ verwendeten Gitarrenriffs, seine Techno-verwandten Songs sind besonders gut auf der Maxi-CD Nacht der Freaks und auf manchen Remixes seines Best-Of-Albums Düstere Legenden zu erkennen. Inhaltlich variieren seine Texte sehr stark, von Rap-lastigen Songs, über Lieder, in denen er sein und das Leben seines besten Freundes schildert, bis hin zu Liebeserklärungen an sein „Lebenselixier“ (gemeint ist Cannabis) und äußerst brutalen Texten gegen die Presse, andere Musiker oder seine Ex-Freundin, wobei nur selten Namen erwähnt werden. Im Gegensatz zu verschiedenen anderen Rappern legt Ferris MC keinen Wert auf ein Gangsta-Rap-Image. Zwar drehen sich auch viele seiner Texte um Gewalt- oder Drogenexzesse; anstelle des Gangsta-typischen Prahlens mit Erfolgs- oder Statussymbolen wird jedoch das Leben am unteren Rand der Gesellschaft und die damit verbundenen persönlichen und materiellen Probleme in den Fokus gesetzt.

## Diskografie
Studioalben

| Jahr | Titel                                | Höchstplatzierung, Gesamtwochen, AuszeichnungChartplatzierungen (Jahr, Titel, Platzierungen, Wochen, Auszeichnungen, Anmerkungen) | Höchstplatzierung, Gesamtwochen, AuszeichnungChartplatzierungen (Jahr, Titel, Platzierungen, Wochen, Auszeichnungen, Anmerkungen) | Höchstplatzierung, Gesamtwochen, AuszeichnungChartplatzierungen (Jahr, Titel, Platzierungen, Wochen, Auszeichnungen, Anmerkungen) | Anmerkungen                            |
| Jahr | Titel                                | DE | AT | CH | Anmerkungen                            |
| ---- | ------------------------------------ | --- | --- | --- | -------------------------------------- |
| 1999 | Asimetrie                            | DE17 (6 Wo.)DE | — | — | Erstveröffentlichung: 18. Oktober 1999 |
| 2001 | Fertich!                             | DE32 (3 Wo.)DE | — | — | Erstveröffentlichung: 29. Oktober 2001 |
| 2003 | Audiobiographie                      | DE32 (6 Wo.)DE | — | CH78 (5 Wo.)CH | Erstveröffentlichung: 6. Oktober 2003  |
| 2004 | Ferris MC                            | DE40 (4 Wo.)DE | — | CH61 (3 Wo.)CH | Erstveröffentlichung: 8. August 2004   |
| 2015 | Glück ohne Scherben                  | DE21 (1 Wo.)DE | AT72 (1 Wo.)AT | CH64 (1 Wo.)CH | Erstveröffentlichung: 29. Mai 2015     |
| 2017 | Asilant                              | DE32 (1 Wo.)DE | — | CH57 (1 Wo.)CH | Erstveröffentlichung: 17. Februar 2017 |
| 2019 | Wahrscheinlich nie wieder vielleicht | DE91 (1 Wo.)DE | — | — | Erstveröffentlichung: 8. März 2019     |
| 2020 | Missglückte Asimetrie                | DE22 (1 Wo.)DE | — | — | Erstveröffentlichung: 23. Oktober 2020 |
| 2022 | Alle hassen Ferris                   | DE26 (1 Wo.)DE | — | — | Erstveröffentlichung: 17. Juni 2022    |
| 2024 | Mortal Comeback                      | DE17 (1 Wo.)DE | — | — | Erstveröffentlichung: 31. Mai 2024     |

## Filmografie
- 1994: Nicht von schlechten Eltern (Fernsehserie, 1 Folge)
- 2004: Lord of the Undead
- 2007: Für den unbekannten Hund
- 2009: Dicke Hose
- 2009: 12 Meter ohne Kopf
- 2010: Gegengerade – Niemand siegt am Millerntor
- 2012: Tatort – Hochzeitsnacht
- 2014–2018: Blockbustaz (Fernsehserie)
- 2015: Taxi
- 2016: Tatort – Der große Schmerz
- 2016: Nachtschicht – Ladies First
- 2016: Der mit dem Schlag (Fernsehfilm)
- 2017: Alles Klara – Multiresistent
- 2017: Heldt (Fernsehserie, 1 Folge)
- 2017: Großstadtrevier (Fernsehserie, 1 Folge; Folge 408 „Eiskind“)
- 2019: Morden im Norden (Fernsehserie, 1 Folge; Folge 87 „Gefangen“)
- 2020: Das Geheimnis des Totenwaldes (Fernsehfilm)
- 2021–2024: Sløborn (Fernsehserie, vier Folgen)
- 2021: Nachtschicht – Blut und Eisen
- 2021: Alles auf Rot (Fortsetzung von Unter Feinden)
- 2022: Nachtschicht – Die Ruhe vor dem Sturm
- 2023: Großstadtrevier (Fernsehserie, 1 Folge; Folge 490 „Millionärin wider Willen“)
- 2023: Hotel Mondial (Fernsehserie, 1 Folge; Folge 11 „In der Schusslinie“)
- 2025: Die Stille am Ende der Nacht

## Theater
- 2010: Deichkind in Müll – Eine Diskurs-Operette[14]

## Bücher
- Sascha Reimann, Helena Anna Reimann: FERRIS Ich habe alles außer Kontrolle. Kein Roman. Edel Books, Hamburg 2022, ISBN 978-3-8419-0809-4